# R-Pharm
Le R-Pharm est une société pharmaceutique internationale basée en Russie. Il a fait la une des journaux en 2020 après l'approbation de son médicament Coronavir comme traitement dans les cas d'infection légère à modérée par le COVID-19. Elle a été fondée par Alexey Repik en 2001, mais a depuis lors une base d'opérations de plus en plus internationale, la société japonaise Mitsui & Co., Ltd. ayant acquis 10% de ses actions en 2017.

## Activité
Le périmètre d'activités de la société couvre les domaines liés au développement, à la recherche, à la production, à la commercialisation de médicaments destinés principalement aux soins médicaux hospitaliers et spécialisés. Les principaux domaines d'activité sont: la production de formes galéniques finies, d'ingrédients pharmaceutiques actifs de nature chimique et de substances biotechnologiques, la recherche et le développement de médicaments et de technologies, l'introduction sur le marché russe des produits pharmaceutiques.

## COVİD-19
En 2020, lors de l'épidémie de COVID-19 en Russie, la société a annoncé son intention d'aider à la production de masse du vaccin Sputnik V COVID-19 développé par l'Institut de recherche Gamaleya en épidémiologie et microbiologie. Il a également annoncé avoir reçu une licence pour fabriquer le vaccin britannique Oxford-AstraZeneca COVID-19. La société a également fabriqué le médicament Coronavir, qui a été décrit comme le premier médicament d'ordonnance spécifiquement développé contre le COVID-19 à atteindre le marché. Il a été approuvé pour une utilisation dans les hôpitaux en juillet 2020 et en septembre 2020, il a reçu l'approbation pour la vente d'ordonnances pour une utilisation ambulatoire.
En décembre 2020, R-Pharm et l'Institut de recherche Gamaleya en épidémiologie et microbiologie ont signé un protocole d'accord avec AstraZeneca pour collaborer au développement du vaccin COVID-19 et mener des essais conjoints des vaccins britannique et russe[réf. souhaitée].